# Pseudoryzomys simplex
La rata de estero (Pseudoryzomys simplex) es la única especie que integra el género de roedores Pseudoryzomys de la familia Cricetidae. Habita en el centro de Sudamérica.

## Taxonomía
Esta especie fue descrita originalmente en el año 1887 por el zoólogo Herluf Winge, bajo el nombre de Hesperomys simplex. En el año 1962 Philip Hershkovitz la traslada a un género propio, es decir, monotípico.
Localidad tipo
La localidad tipo referida es: “cerca de Lagoa Santa, estado de Minas Gerais, Brasil”.  

## Distribución geográfica y hábitat
Es una especie característica de humedales en planicies de tierras bajas tropicales y subtropicales del centro de Sudamérica, en Bolivia, Brasil y Paraguay, alcanzando por el sur el nordeste de la Argentina, en esteros del chaco húmedo u oriental.

## Conservación
Según la organización internacional dedicada a la conservación de los recursos naturales Unión Internacional para la Conservación de la Naturaleza (IUCN), al no poseer mayores peligros y vivir en muchas áreas protegidas, la clasificó como una especie bajo “preocupación menor” en su obra: Lista Roja de Especies Amenazadas.